# Бибоп
Бибоп, би-боп, боп (англ. bebop) — джазовый стиль, сложившийся в начале — середине 40-х годов XX века в США и характеризуемый быстрым темпом и сложными импровизациями, основанными на обыгрывании гармонии, а не мелодии.
Бибоп сделал революцию в джазе, боперы создавали новые представления о том, что такое музыка. Основоположниками бибопа стали: саксофонист Чарли Паркер, трубач Диззи Гиллеспи, пианисты Бад Пауэлл и Телониус Монк, барабанщик Макс Роуч. Этап бибопа стал значительным смещением акцента в джазе от танцевальной музыки, основанной на мелодии, к менее популярной «музыке для музыкантов», более основанной на ритме. Боп-музыканты предпочитали сложные импровизации, основанные на обыгрывании последовательностей аккордов, вместо варьирования мелодии. Боп был быстр, резок, он был «жесток со слушателем».

## История
В начале 1930-х годов многие творческие музыканты начали остро ощущать застой в развитии джаза, возникший из-за появления огромного числа модных танцевально-джазовых оркестров, которые не стремились к выражению истинного духа джаза, а пользовались тиражированными заготовками и приёмами лучших коллективов. Попытка вырваться из тупикового состояния была предпринята молодыми, в первую очередь — нью-йоркскими музыкантами, к числу которых можно отнести альт-саксофониста Чарли Паркера, трубача Диззи Гиллеспи, ударника Кенни Кларка, пианиста Телониуса Монка. Постепенно в их экспериментах стал вырисовываться новый стиль, получивший с легкой руки Д. Гиллеспи название «бибоп» или просто «боп». По его легенде это название образовалось как сочетание слогов, которыми он напевал характерный для бопа музыкальный интервал — блюзовую квинту, появившуюся в бопе в дополнение к блюзовым терции и септиме.
Основным отличием нового стиля стала усложнённая и построенная на иных принципах гармония. Сверхбыстрый темп исполнения был введён Паркером и Гиллеспи, дабы не подпустить к их новым импровизациям непрофессионалов. Сложность построения фраз по сравнению со свингом прежде всего состоит в начальной доле.
Импровизационная фраза в бибопе может начинаться с синкопированной доли, может со второй доли; нередко фраза обыгрывала уже известную тему или гармоническую сетку («Anthropology»).
Кроме всего прочего, отличительной чертой всех боперов стала эпатажная манера поведения: изогнутая труба «Диззи» Гиллеспи, поведение Паркера и Гиллеспи, нелепые шляпы Монка и тому подобное.
На раннем этапе своего творчества боперами считались Эрролл Гарнер, Оскар Питерсон, Рэй Браун, Джордж Ширинг и многие другие.
Из основателей бибопа лишь судьба Диззи Гиллеспи сложилась удачно. Он продолжил свои эксперименты в афро-кубинском стиле, популяризовал латино-джаз, открыл миру звёзд латиноамериканского джаза — Артуро Сандоваль, Пакито ДеРиверо, Чучо Вальдес и многих другие.
Благодаря признанию бибопа как музыки, которая требовала от музыканта инструментальной виртуозности и знания сложных гармоний, джазовые инструменталисты быстро завоевали популярность. Они сочиняли мелодии, которые совершали зигзаги и вращения в соответствии с изменениями аккордов повышенной сложности. Солисты в своих импровизациях использовали диссонансные к тональности ноты, создавая музыку более экзотическую, с более острым звучанием. Привлекательность синкопирования привела к беспрецедентным акцентам.
Бибоп лучше всего подходил для игры в формате маленькой группы типа квартета и квинтета, которые оказались идеальными и по экономическим, и по художественным причинам. Такая музыка процветала в городских джаз-клубах, куда зрители приезжали, чтобы послушать изобретательных солистов, а не танцевать под любимые хиты. Музыканты бибопа превращали джаз в художественную форму, которая обращалась больше к интеллекту, чем к чувствам.
С эрой бибопа пришли новые джазовые звезды, среди которых были трубачи Клиффорд Браун, Фредди Хаббард и Майлз Дэвис, саксофонисты Декстер Гордон, Арт Пеппер, Джонни Гриффин, Пеппер Адамс, Сонни Ститт и Джон Колтрэйн, а также тромбонист Джей Джей Джонсон.
Революция, которую произвёл бибоп, оказалась богатой на последствия.
В 1950-х и 1960-х бибоп прошёл несколько мутаций, среди которых были стили хард-боп, кул-джаз и пост-боп. Формат маленькой музыкальной группы (комбо), состоявшей, как правило, из одного или нескольких (обычно не более трёх) духовых инструментов, фортепиано, контрабаса и барабанов, остаётся стандартным джазовым составом и сегодня.

## В культуре
По имени данного жанра назван персонаж мультсериала «Черепашки-ниндзя» Бибоп, представляющий собой мутанта человека-кабана.
По имени жанра так же назван аниме-сериал «Ковбой Бибоп», сочетающий в аудиальной составляющей различные жанры джаза и блюза.